# Saxifraga tibetica
Saxifraga tibetica là một loài thực vật có hoa trong họ Saxifragaceae. Loài này được Losinsk. miêu tả khoa học đầu tiên năm 1928.